# Las Delicias, Las Margaritas
Las Delicias är en ort i Mexiko.   Den ligger i kommunen Las Margaritas och delstaten Chiapas, i den sydöstra delen av landet, 900 km öster om huvudstaden Mexico City. Las Delicias ligger 1 256 meter över havet och antalet invånare är 102.
Terrängen runt Las Delicias är kuperad västerut, men österut är den bergig. Runt Las Delicias är det ganska glesbefolkat, med 30 invånare per kvadratkilometer. Närmaste större samhälle är San Juan Bautista, 8,3 km sydost om Las Delicias. I omgivningarna runt Las Delicias växer i huvudsak städsegrön lövskog.